# 성조가
성조가(成造歌)는 신재효가 지은 가사이다. 내용은 집터를 맡아보는 신(神) 성조왕신(成造王神)과 성조부인(成造夫人) 등을 노래한 것이다.